# 柳家小ゑん (初代)
初代 柳家 小ゑん（やなぎや こえん、1861年5月17日（文久元年4月8日） - 1915年（大正4年）11月26日）は、明治時代に活動した落語家。渾名は体をむずむずさせて落語を演じた事から「むず権」。

## 来歴
建具職上田八五郎の子として生まれる。10歳で初代談洲楼燕枝の門下に入り、小燕から小燕枝を名乗る。1877年（明治10年）頃に柳亭錦枝となる。
明治10年代後半（1880年代前半から中盤）に3代目柳家小さんの門下で柳家さん枝から同20年代後半に枝之助となる。
明治20年代末（1890年代中盤）に三遊派にて初代三遊亭圓右の門下で三遊亭右鶴を名乗る。1896年（明治29年）に再び3代目柳家小さんの門下で小ゑんとなった。
大正に入り歌舞伎の囃子方に転向し、望月長兵衛と名乗ったという。